# سازمان تبلیغات اسلامی
سازمان تبلیغات اسلامی سازمان شبه‌دولتی در جمهوری اسلامی ایران است که با دستور سید روح‌الله خمینی، در اول تیر ۱۳۶۰ تشکیل شد و در حال حاضر زیر نظر رهبر جمهوری اسلامی ایران قرار دارد. این سازمان یکی از ارگان‌های تبلیغاتی نظام جمهوری اسلامی است که وظیفهٔ تبلیغ ایدئولوژی جمهوری اسلامی را از طریق ادارات استانی، سازمان‌های وابسته و فعالیت‌های فرهنگی بر عهده دارد.
ریاست این سازمان در یک دوره بر عهدهٔ احمد جنتی نیز بوده است. از مردادماه سال ۱۳۹۷ محمد قمی ریاست سازمان تبلیغات اسلامی را برعهده دارد.

## پیشینه
این سازمان در تیرماه سال ۱۳۶۰ به عنوان نهادی مستقل، منسجم و وابسته به ولایت فقیه، تحت نام «نهاد شورای عالی تبلیغات اسلامی» با هدف پرداختن به امور تبلیغات ایجاد گردید.
در سال ۱۳۶۲ همه دارایی‌های عبدالرحیم جعفری با امضای یک صلح‌نامه در دادگاهی به ریاست محمدی گیلانی، به سازمان تبلیغات اسلامی واگذار شد. جعفری در کتاب خاطرات خود، «در جستجوی صبح»، دربارهٔ دادگاهی که برگزار شد چنین نوشته است: «جنتی و محمدی گیلانی وارد اتاق شدند و گیلانی با لگد بر سر و صورتم می‌زد تا انتشارات امیرکبیر را به تشکیلات جنتی هدیه کنم و من به‌خاطر حفظ جانم چنین کردم!» از نظر جعفری صلح‌نامه تحت فشار، بدون عمل کارشناسی و بدون وکیل امضا شده، و فاقد اعتبار است. اگرچه جعفری تا آخر عمر تلاش‌های خود برای بازپس‌گیری امیرکبیر و دیگر دارایی‌هایش را آغاز کرد، ولی با وجود صدور مکرر رای اعاده اموال در دادگاه‌های مختلف، او سرانجام موفق به پس گرفتن امیرکبیر از سازمان تبلیغات نشد.
در سال ۱۳۶۴، سید روح‌الله خمینی پاسخ مثبت به نامه جنتی برای اختصاص بخشی از اموال مصادره‌ای اوایل انقلاب اسلامی به سازمان تبلیغات داد. این نهاد در ۱۴ فروردین ۱۳۶۸ به دستور سید روح‌الله خمینی، نام خود را به «سازمان تبلیغات اسلامی» تغییر داد.در سال ۱۳۹۴ نیز، در پی حکم دادگاه، انتشارات خوارزمی نیز به سازمان تبلیغات اسلامی رسید. عبدالرحیم جعفری در این مورد می‌گوید: «سازمان تبلیغات هیچ سندی در اختیار ندارد و بی‌خودی خوارزمی را گرفته است، اگرچه من از چهل سال پیش خرده خرده سهام خوارزمی را خریده بودم و همه خوارزمی مال من بود، سازمان تبلیغاتی‌ها با اطلاع از این موضوع همیشه نسبت به مالکیت انتشارات خوارزمی ادعا داشتند ولی هیچ سند محکمه پسندی برای این ادعا در اختیار نداشتند.» او در نهایت می‌گوید که «من دیگر ول کردم، چون دیگر شرایط‌م اجازه نمیٰ‌دهد و توانش را ندارم. من بیش از ۳۰ سال تلاش کردم ولی آقایان زورشان از من بیشتر است.»

## معرفی
سازمان تبلیغات اسلامی زیر نظر رهبر جمهوری اسلامی ایران قرار دارد و ریاست آن از مرداد ماه سال ۱۳۹۷ بر عهده محمد قمی است. در گذشته این سازمان توسط احمد جنتی، محمود محمدی عراقی، سید مهدی خاموشیو قبل از آن توسط شورایی متشکل از: حقانی، شیرازی، جنتی، مهدوی کنی و امامی کاشانی اداره می‌شده است. حوزه هنری انقلاب اسلامی زیر نظر این سازمان اداره می‌شود. ریاست حوزه هنری سال‌ها به عهده محمدعلی زم بود. پس از زم، این مسئولیت به حسن بنیانیان واگذار شد که او نیز این حوزه را ترک کرد. سازمان دارالقرآن کریم نیز به عنوان متولی نظارت بر چاپ و نشر قرآن کریم زیر نظر این سازمان اداره می‌شود. از مؤثرترین چهره‌هایی که در سال‌های گذشته در این سازمان فعالیت مؤثر داشته‌اند می‌توان به محمدعلی تسخیری، سید ابوالحسن نواب، سیدمحمد موسوی، امیرمنصور معزی، محمد حسین‌پور و محمدصادق اخوان اشاره کرد.
اساسنامهٔ اولیه سازمان توسط سید روح‌الله خمینی امضا شده بود. اساسنامهٔ فعلی عطف به ما سبق شده است.

## معاونت‌ها
سازمان تبلیغات دارای چهار معاونت است: 
1. معاونت راهبری و امور استان‌ها
2. معاونت پژوهشی و آموزشی
3. معاونت امور فرهنگی و تبلیغ
4. معاونت اداری و مالی[۲۰]

## سازمان‌های وابسته
- خبرگزاری مهر
- دانشگاه سوره
- انتشارات سوره مهر
- حوزه هنری انقلاب اسلامی
- سازمان دارالقرآن الکریم
- مؤسسه فرهنگی و اطلاع‌رسانی تبیان
- مؤسسه انتشاراتی امیرکبیر
- پژوهشکده تبلیغ و مطالعات اسلامی باقرالعلوم
- شرکت کتاب شهر
- روزنامه آگاه[۲۱]
- روزنامه انگلیسی زبان تهران تایمز
- سازمان مدارس معارف اسلامی صدرا

## وظایف

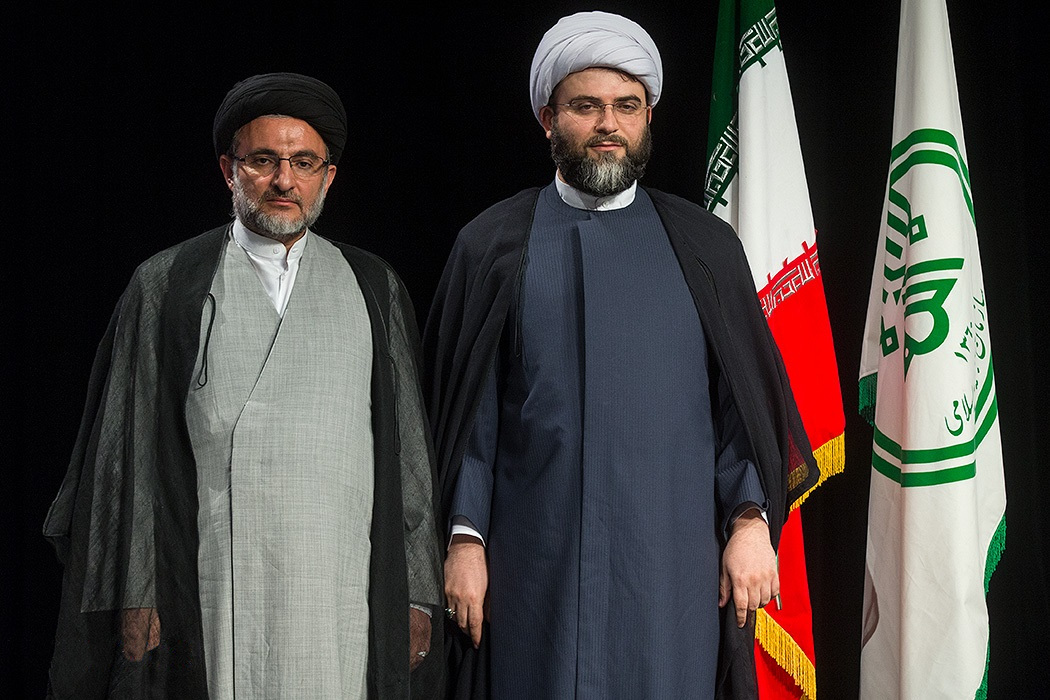
مراسم تودیع و معارفه رئیس سازمان تبلیغات اسلامی؛ محمد قمی، رئیس جدید سازمان (سمت راست تصویر)، سید مهدی خاموشی رئیس پیشین (سمت چپ تصویر)

مسئولیت‌های تعریف شده برای این نهاد به این شرح است:

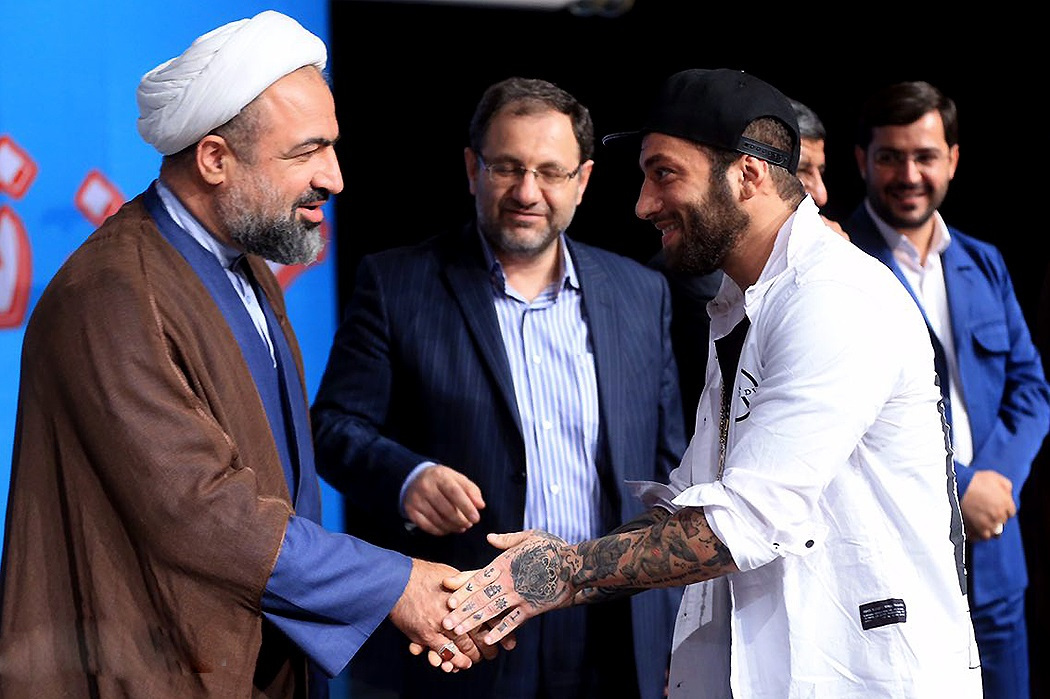
امیر تتلو و حمید رسایی در جشن اولین سالگرد «فارس پلاس» در حوزه هنری سازمان تبلیغات اسلامی، تیر ۱۳۹۶

- سیاستگذاری، برنامه‌ریزی، هدایت، سازماندهی، پشتیبانی و نظارت بر تبلیغات دینی- مردمی.
- زمینه‌سازی برای یافتن نیروهای مؤمن و پیدایش تشکل‌های انجمن‌های اسلامی و جمعیت‌های مشابه و نظارت بر فعالیت آنها.
- تلاش در جهت احیا و اشاعه معارف، فرهنگ و تاریخ تشیع از همه راه‌های ممکن، با تأکید بر وحدت تمام مذاهب اسلامی و حراست از آن، با همکاری مراجع و نهادهای ذی‌ربط.
- تحقیق و بررسی در خصوص تبلیغات سو و تهاجم فرهنگی دشمنان و شناسائی و تحلیل ترفندهای تبلیغی علیه انقلاب اسلامی با هماهنگی سایر دستگاه‌های ذی‌ربط و ارائه سیاست‌های لازم در جهت خنثی‌سازی آن‌ها و تنویر افکار عمومی.
- انجام مطالعات راهبردی و بررسی‌های کاربردی در زمینه نیازهای فرهنگی قشرها مختلف جامعه به ویژه جوانان و طراحی برنامه‌ها و شیوه‌های تبلیغی نوین و اصلاح و احیای روش‌های سنتی در تبلیغات اسلامی.
- تدوین و انتشار کتب و نشریات مناسب و ضروری به منظور معرفی فرهنگ و تمدن اسلامی، و تبیین مواضع انقلاب اسلامی و انجام پژوهش‌های لازم به ویژه در زمینه نظام تربیتی و مبانی سیاسی، اقتصادی و فرهنگی حکومت اسلامی و حمایت از پژوهشگران متعهد.
- تلاش جهت هدایت افکار عمومی با استفاده از رسانه‌های همگانی و فعالیت مستقیم رسانه‌ای در صورت لزوم.
- شناسایی و معرفی آثار نمونه فرهنگی و هنری، افراد و شبکه‌های تبلیغی- مردمی جامعه اسلامی و تهیه و عرضه فراورده‌ها و آثار نمونه فرهنگی- هنری، در جهت ارائه الگوهای مناسب هنرمندان متعهد و انقلابی و حمایت از آنان.
- برنامه‌ریزی، زمینه‌سازی و انجام اقدام‌های لازم برای هرچه فعال‌تر شدن افراد تأثیرگذار مانند: روحانیون، دانشگاهیان، معلمان و هنرمندان در جهت رشد فرهنگ اسلامی و مقابله با آثار نامطلوب فرهنگ‌های بیگانه.
- برنامه‌ریزی، نظارت و هماهنگی در برگزاری هرچه بهتر مراسم و شعائر انقلابی و دینی در کشور با مشارکت کلیه نهادهای مردمی و دولتی.
- همکاری با وزارتخانه‌ها و سازمان‌های دولتی و وابسته به دولت و نهادهای انقلابی به منظور تعمیق و گسترش فرهنگ و معارف اسلامی در محیط سازمان‌های دولتی و نهادهای انقلابی.
- تأسیس و اداره موسسات آموزشی و مراکز دانشگاهی در جهت تربیت مبلغان کارآمد و هنرمندان متعهد و مربیان دینی.
- تأسیس مراکز اطلاع‌رسانی تخصصی، تبلیغی و دینی.
- سازماندهی و اعزام مبلغ در سراسر کشور به ویژه مناطق محروم با همکاری روحانیت و مردم.
- هدایت و حمایت انجمن‌های اسلامی و تشکل‌های اسلامی- مردمی و نظارت بر آنها.
- برنامه‌ریزی فرهنگی و تبلیغی جهت علاقه‌مندان به فرهنگ فارسی در کشور با تأکید بر خدمات متقابل اسلام و ایران، با همکاری و هماهنگی مراجع ذی‌صلاح.
- برگزاری کنفرانس‌ها، جشنواره‌ها و نمایشگاه‌های بین‌المللی مردمی در کشور به منظور تعمیق و گسترش معارف اسلامی و فراهم کردن زمینه شرکت هنرمندان و شبکه‌های تبلیغی- مردمی در کنفرانس‌ها، نمایشگاه‌ها و جشنواره‌های فرهنگی.
- انجام همکاری‌های فرهنگی- تبلیغی با مراکز اسلامی و فرهنگی داخل کشور در راستای اهداف سازمان و به منظور تأمین ارتباط افراد و مراکز اسلامی و فرهنگی- مردمی برای تألیف قلوب آنان با هماهنگی سایر مراجع ذی‌صلاح.
- نظارت بر ترجمه متون دینی و تعیین ضوابط و مقررات مربوط به تهیه، ترجمه و انتشار این متون جهت بهره‌برداری در کشور.
- نظارت بر چاپ و نشر قرآن کریم و انجام فعالیت‌های قرآنی از طریق تربیت مربی، تدوین جزوات آموزشی، و همکاری با وزارتخانه‌های ذی‌ربط جهت گسترش آموزش و معارف قرآن کریم.